# Phytomyza archangelicae
Phytomyza archangelicae är en tvåvingeart som beskrevs av Erich Martin Hering 1937. Phytomyza archangelicae ingår i släktet Phytomyza och familjen minerarflugor. Arten är reproducerande i Sverige. Inga underarter finns listade i Catalogue of Life.